# Tunelul Capra-Bâlea

Arealul Tunelului Capra–Bâlea

Tunelul Capra–Bâlea (găsit și sub numele de Tunelul Bâlea Lac) este un tunel rutier montan situat pe DN7C (Transfăgărășan) la cota de maximă altitudine a acestuia (2042 m).
Tunelul se întinde pe teritoriul a două județe, portalul de sud se află în județul Argeș iar portalul de nord în județul Sibiu.

## Date geografice
Unește rutier văile glaciare Bâlea – situată la nord și Capra (prin intermediul  circului glaciar drenat de pârâul Pisica) – situată la sud , asigurând la nivelul Munților Făgăraș trecerea între sudul Transilvaniei și nordul Munteniei. Tunelul – care se află la distanța 116 km și 300 m de la originea argeșeană a DN7C, străbate creasta Făgărașului între vârfurile Paltinul (2398 m) și Iezerul Caprei (2417 m) pe sub muntele Paltinul,  între cotele 2.025 și 2.042 metri.
Spre vest se găsește Pasul Lainici iar spre est Pasul Giuvala. Cea mai apropiată gară de cale ferată se află la Halta Cârța pe Magistrala CFR 200.

## Caracteristici

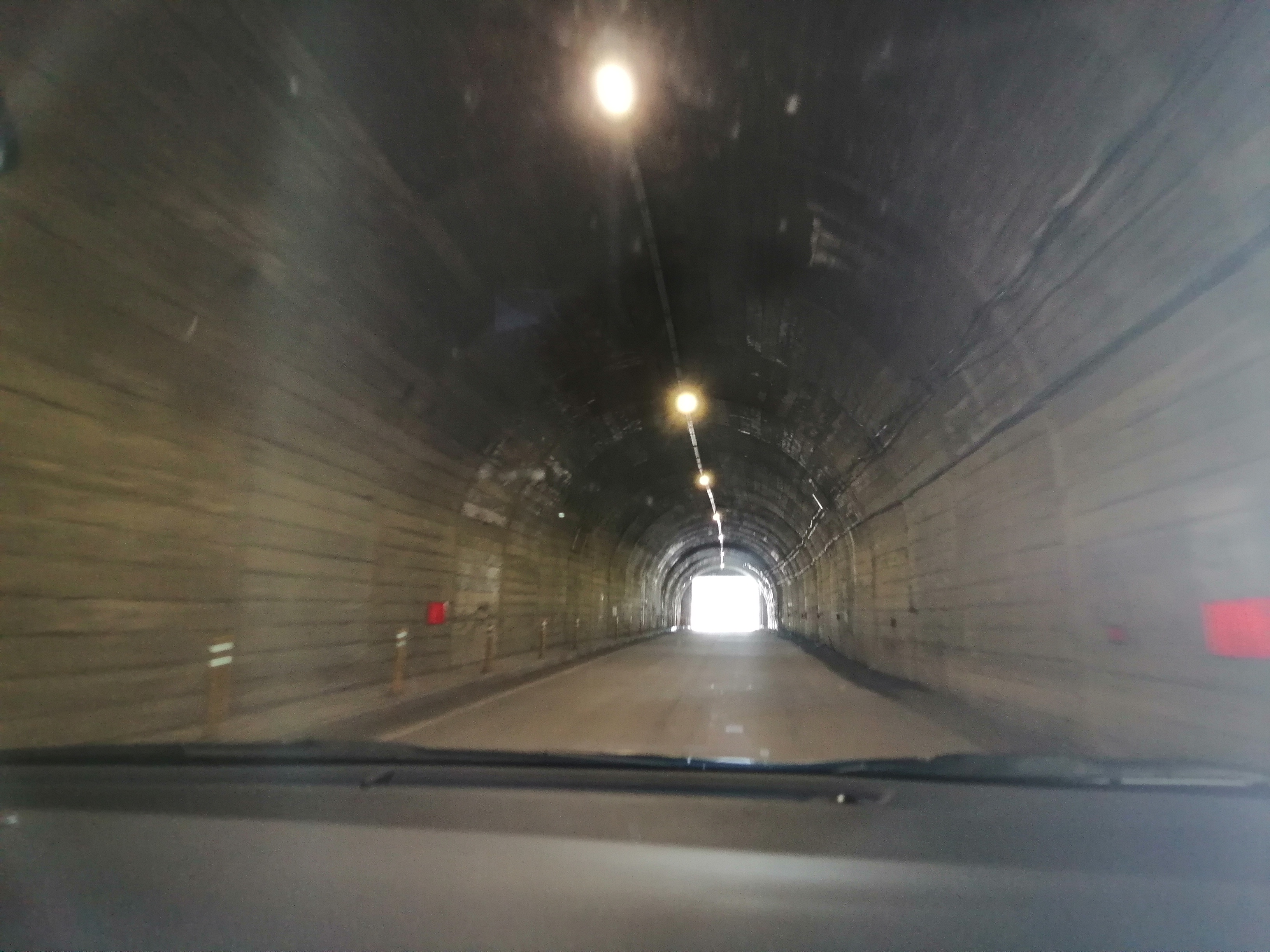
Tunelul Capra-Bâlea iluminat, direcția nord (6 octombrie 2022)

Este cel mai lung tunel (887 m) și în același timp lucrarea de artă rutieră situată la cea mai mare altitudine, din România. Galeria sa are o înălțime de 4,4 m. În interior se află un trotuar cu o lățime de 1 m alături de o bandă de circulație cu lățimea de 6 m și câteva refugii. Aerisirea se face natural prin intermediul curenților de aer. Are la intrări porți metalice ce se închid iarna, dotate cu uși pentru accesul pietonal. Actual tunelul este din nou iluminat electric (din 2011, vezi imaginea).

## Istoric
Construcția sa a început în 1972, străpungerea muntelui a fost realizată în toamna anului 1973 și inaugurarea s-a făcut în 1974 – când a fost și iluminat artificial, ulterior această facilitate lipsind  pentru multă vreme. Construirea a fost încredințată Trustului de Construcții Hidroenergetice București, la activitate participând aproximativ 120 de lucrători, din care 60-70 angajați civili din partea trustului și restul – militari geniști. Sediul coloniei de lucru a fost stabilit în Căldarea Mioarelor. Pe parcursul activității au fost și victime umane.

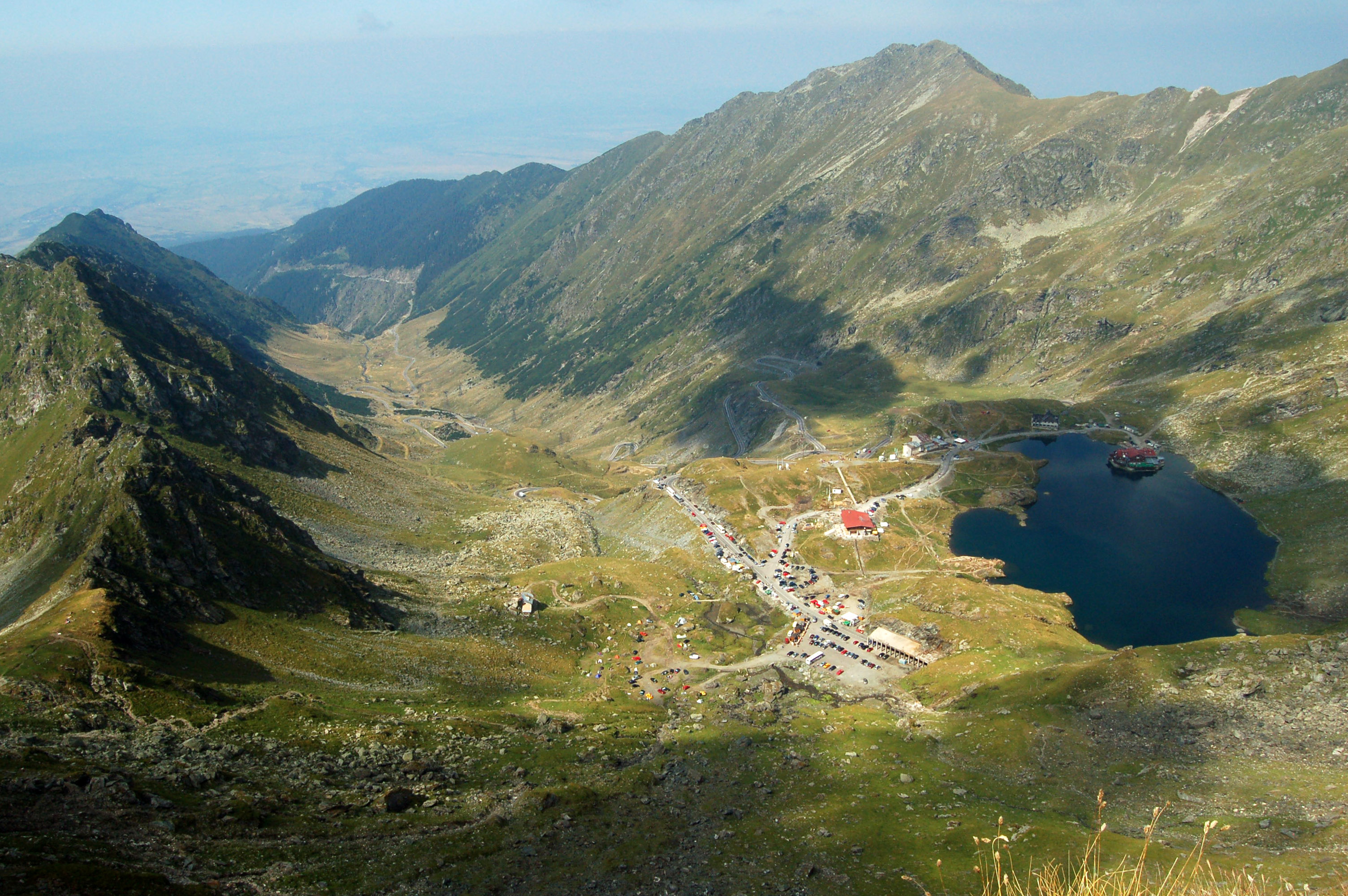
Valea glaciară Bâlea

## Obiective turistice de vecinătate
- Lacurile glaciare Bâlea și Capra
- Cascadele Bâlea și Capra
- Rezervația naturală Valea Bâlii
- Barajul Vidraru și statuia lui Prometeu
- Cetatea Poenari
- Mănăstirea Sfântul Prooroc Ilie - Paltinul

## Galerie

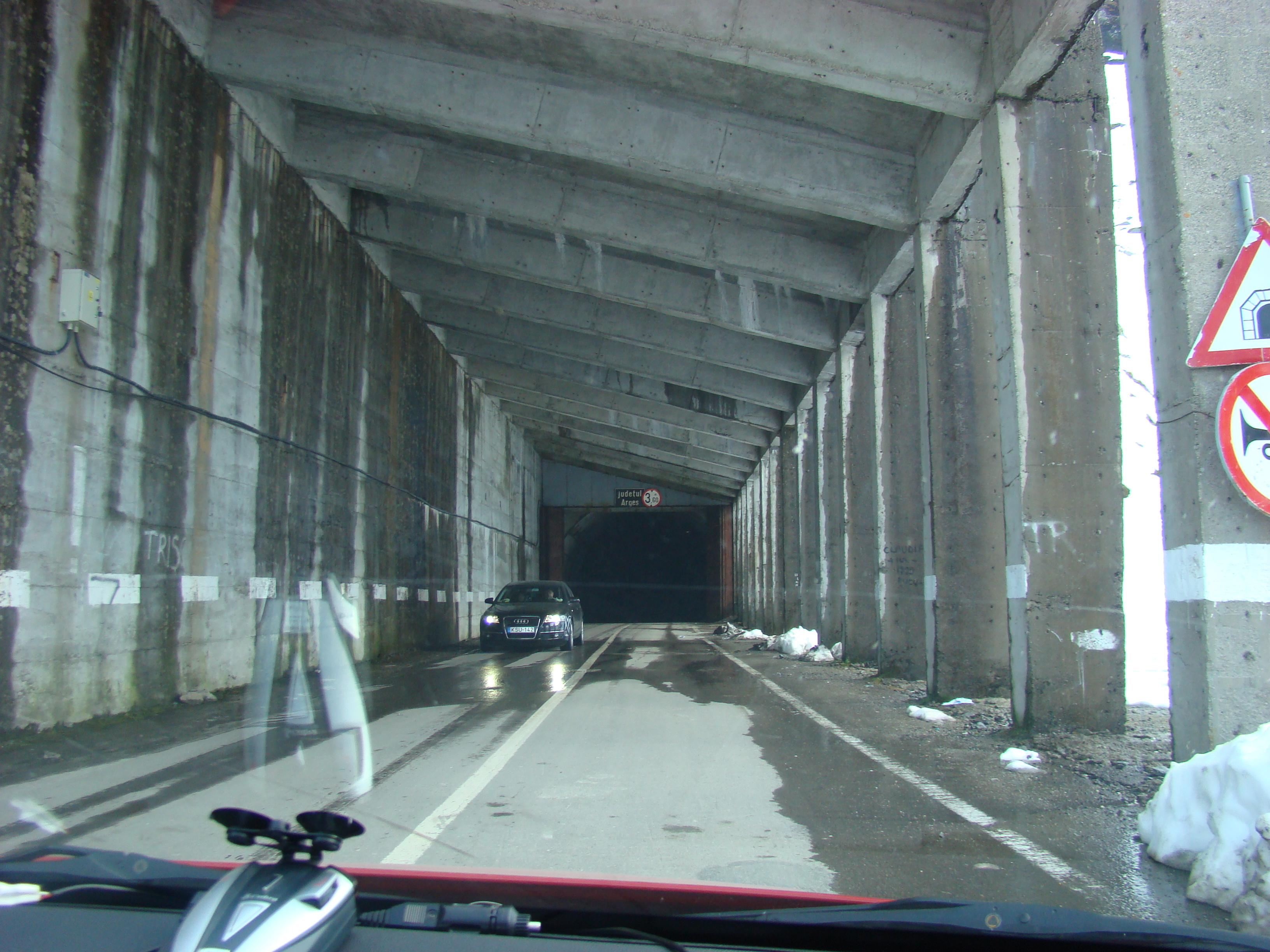
Intrarea nordică în tunel
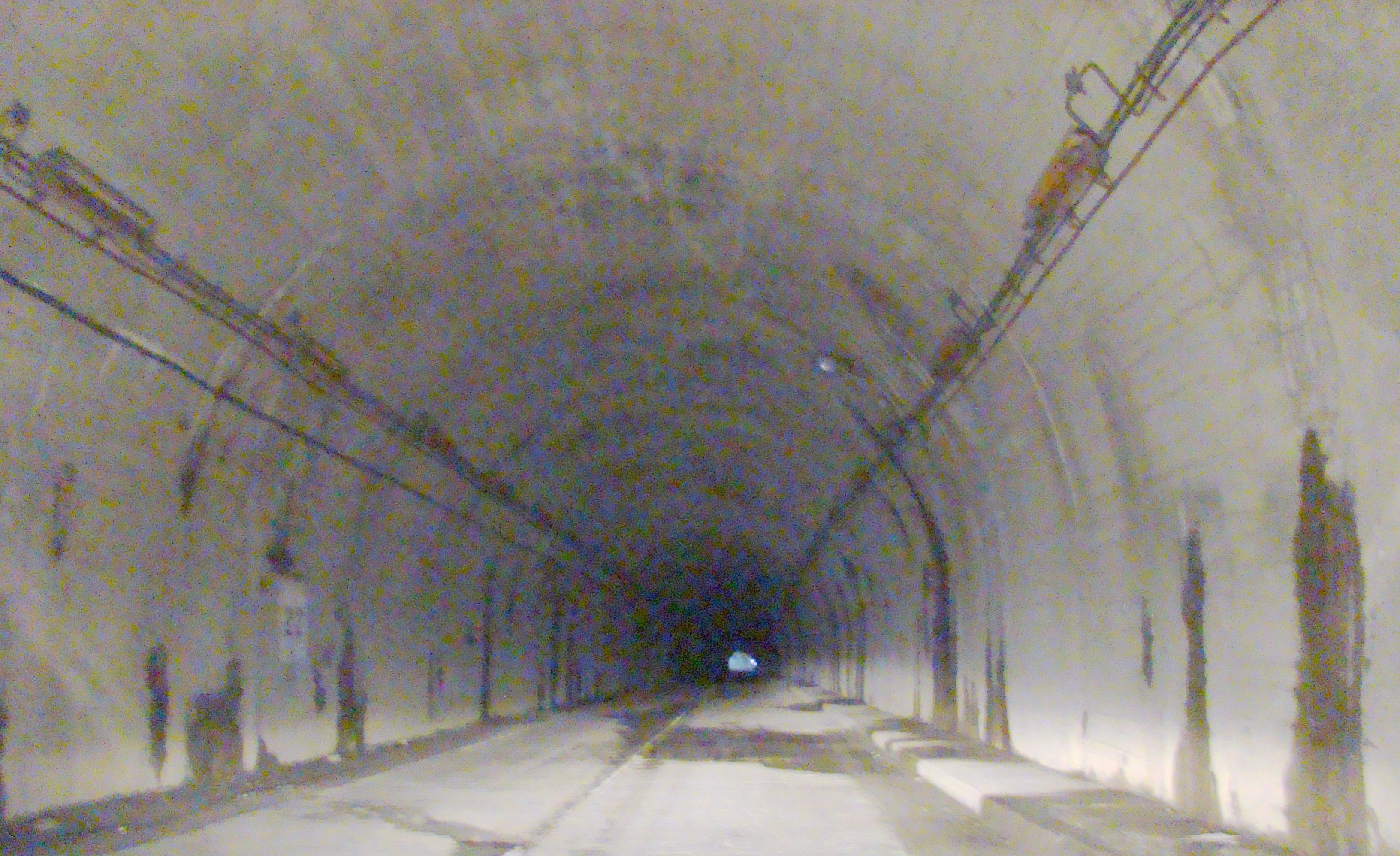
Interiorul tunelului (octombrie 2008)
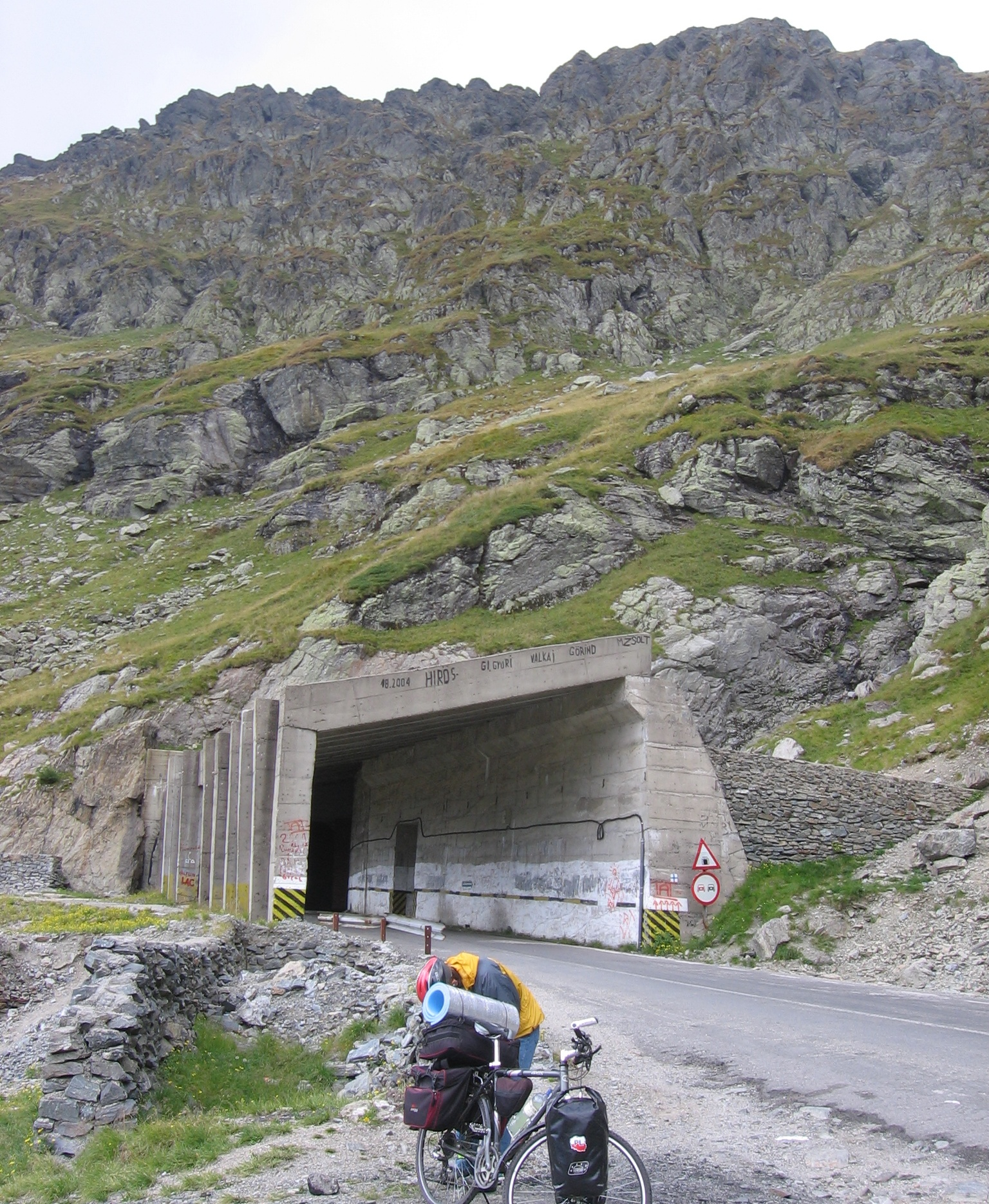
Intrarea sudică în tunel
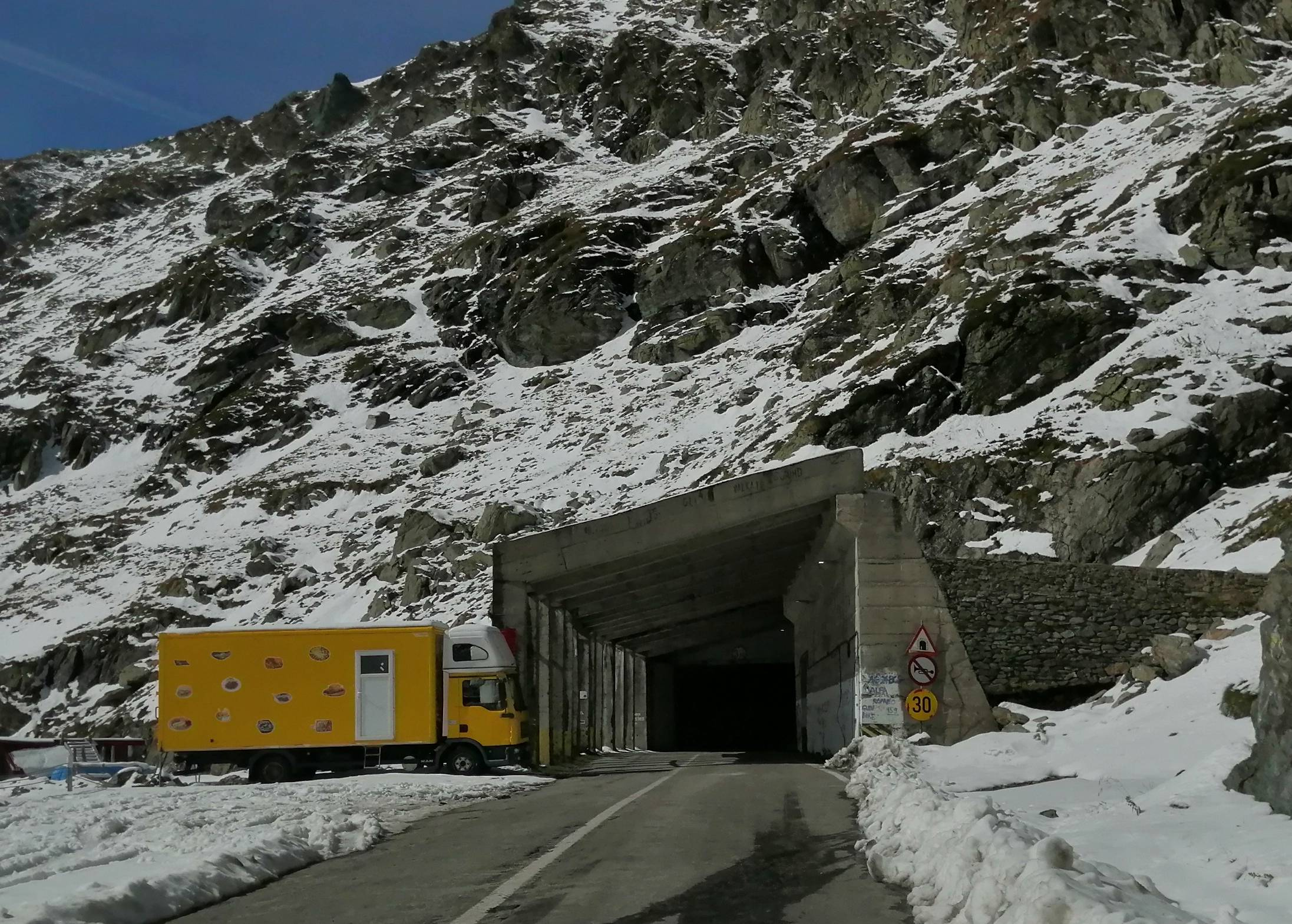
Tunelul Capra-Bâlea, potralul de sud (noiembrie 2022).